# 舎利弗学
舎利弗 学（とどろき まなぶ、1979年10月17日 - ）は、千葉県出身のハンドボール日本代表コーチ。学法福島の元教諭。

## 教師から日本代表コーチへ
中学よりハンドボールを始める。千葉県立土気高等学校を卒業。東海大学大学院を修了後、学法福島高校の体育教諭として女子ハンドボール部を創設し、監督としてインターハイ、国民体育大会、全国選抜大会出場などチームを牽引。その後、日本オリンピック委員会のスポーツ指導者海外研修員として、ハンドボールの本場ドイツにて、2年間ハンドボールのコーチングを学ぶ。帰国後はハンドボール男子日本代表コーチに就任し、2021年世界選手権、2021年東京オリンピック2020に出場した。
ドイツではリオデジャネイロオリンピックハンドボールドイツ代表監督のダグル・シグルドソンとつながりができる。シグルドソンが2017年に日本代表の監督に就任すると、シグルドソンの要請を受けてスタッフに参加する。
また教師とコーチを兼任していた時期もあり、2012年7月10日付の高校生新聞では創部5年目で高校総体の出場の記事で確認できる
。教師時代の生徒に佐原奈生子がいる
。

2022年現在立命館大学大学院スポーツ健康科学研究科 博士課程後期課程に在籍
。

## 資格
- （公財）日本スポーツ協会公認ハンドボール上級コーチ[8]
- （公財）日本オリンピック委員会ナショナルコーチアカデミー修了[9]

## コーチ歴
- 2018年　第18回男子アジア選手権[10]
- 2019年　第26回男子世界選手権[11]
- 2020年　第19回男子アジア選手権[12]
- 2021年　第27回男子世界選手権[13]
- 2021年　第32回オリンピック競技大会（2020/東京）[14]

## 関連人物
- 佐原奈生子

## 舎利弗
名字の舎利弗（とどろき）は埼玉県寄居町に多く見られ、轟の当て字と考えられている
。